# Video-laparo-chirurgia
La video-laparo-chirurgia (VLC), nota come laparoscopia (CL), dal greco antico λαπάρα?, lapára ("addome"), o anche come celioscopia, è una tecnica chirurgica che prevede l'esecuzione di un intervento chirurgico addominale senza apertura della parete, ed è una branca della video-chirurgia; nasce ufficialmente nel 1987 per merito di Philippe Mouret, chirurgo generale di Lione.
In particolare, la videoscopia sfrutta, come nell'endoscopia, uno strumento dotato di una telecamera che trasmette a un monitor le immagini dall'interno dello spazio esaminato.

## Descrizione
La VLC consiste essenzialmente nell'eseguire un intervento chirurgico senza praticare una laparotomia ma utilizzando invece una telecamera collegata a un monitor e sottili strumenti chirurgici (pinze, forbici, elettrocoagulatore, suturatrice, porta-aghi, ecc.) che vengono introdotti attraverso piccoli fori effettuati nella parete addominale. Per fare ciò è necessario, per prima cosa, introdurre nel cavo addominale un gas (CO2 o diossido di carbonio) in modo da creare uno spazio sufficiente per poter manovrare gli strumenti.
Nella laparoscopia isobarica lo spazio di manovra chirurgica viene ottenuto, a pressione atmosferica, mediante l'utilizzo di un dispositivo retrattore ad azione verticale e orizzontale. Questa tecnica permette di evitare sia i possibili danni dovuti all'inserimento dell'ago usato per introdurre il gas, sia gli effetti cardiopolmonari dello pneumoperitoneo.
Successivamente viene introdotta la telecamera attraverso una piccola incisione intorno all'ombelico, a semicerchio o longitudinale, di poco più di un centimetro. Sotto controllo visivo si introducono gli altri "trocar" attraverso cui vengono inseriti gli strumenti chirurgici veri e propri.

## Storia
Occorre considerare innanzitutto che in un'era precedente le attuali capacità diagnostiche radiologiche (come TC, RM), molte diagnosi venivano fatte mediante laparotomia, cioè chirurgia aperta, col rischio di esiti negativi. L'idea di una minimizzazione dell'invasività di un accertamento diagnostico, sebbene sembri piuttosto recente, non è mai stata aliena alla medicina. Nel 1902 Georg Kelling, un chirurgo di Dresda, esegue la prima procedura laparoscopica in una cagna. Nel 1910, Hans Christian Jacobaeus, svedese, riporta la prima laparoscopia in un umano. Successivamente numerosi chirurghi perfezionano la tecnica e la rendono popolare, ma rimane limitata ad applicazioni ginecologiche.
La prima pubblicazione inerente è di Raoul Palmer negli anni 1950, seguita da quelle di Frangenheim e Semm.
Nel 1968, Philippe Mouret usa la laparoscopia per la diagnosi differenziale di un'appendicite.
Hans Lindermann e Kurt Semm usano l'insufflazione di CO2 a metà degli anni 1970.
Nel 1972, Clarke pubblica il primo filmato laparoscopico (Ven Instrument Company of Buffalo, New York, USA), mentre Mouret scioglie una briglia aderenziale in un caso di occlusione intestinale in laparoscopia. Nel 1975, Tarasconi (Passo Fundo, RS, Brasile), esegue la prima resezione di un organo in laparoscopia riportata nella letteratura. Nel 1981, Semm (Kiel, Germania), esegue la prima appendicectomia laparoscopica. Come reazione, il presidente della Società Chirurgica Tedesca fa sospendere Semm dalla pratica medico-chirurgica. Anche gli americani del Journal of Obstetrics and Gynecology dapprima rigettano l'articolo di Semm considerando la pratica "non etica", ma alla fine lo pubblicano. Semm, oltre a perfezionare diversi strumenti, pubblicherà più di mille articoli su vari giornali.
Segue la stessa sorte Mouret, che anch'egli, nel 1983, esegue un'appendicectomia laparoscopica subendo le vessazioni dell'ordine medico francese. Nel 2007 Mouret riceve il 28º premio Honda per i suoi importanti contributi alla medicina moderna.
Le indicazioni all'impiego della scopia chirurgica si sono progressivamente estese non solo a varie patologie, ma anche ad altri distretti, come, per esempio, le ernie inguinali, il torace o le artroscopie.
Nel 1992, il Professor Antonio Catona ha effettuato il primo intervento al mondo di chirurgia per l'obesità in laparoscopia, presso l'ospedale di Casorate Primo (Pavia).

## Vantaggi e svantaggi

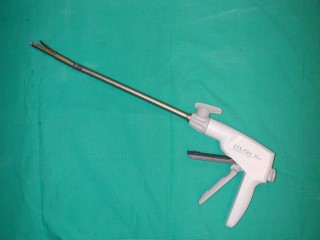
Suturatrice automatica utilizzata nella video-chirurgia

Il vantaggio principale della VLC è rappresentato da un'invasività chirurgica decisamente inferiore rispetto a un classico intervento di chirurgia "aperta". I tempi di recupero sono inferiori, il dolore è ridotto e la degenza in ospedale abbreviata. La morbilità e la mortalità postoperatorie sono sovrapponibili o in alcuni casi inferiori (ma non significativamente), i tempi operatori per gli interventi più complessi possono essere più lunghi e i costi elevati.
Purtuttavia tale valutazione può essere reale se rapportata all'intervento in senso stretto, ma se si considerano le varianti legate agli interventi in toto, la video-laparoscopia è da considerarsi assolutamente economica poiché i vantaggi del decorso postoperatorio e le complicanze (in mani esperte) sono molto ridotte. La tecnica Video-laparoscopica determina un risparmio enorme se si tiene in considerazione il costo sociale. Rapida ripresa dalla malattia e diminuzione notevole dalla produttività sia essa dipendente sia autonoma.
La maggior evidenza, oltre che nel caso della colecistectomia, intervento ormai considerato "gold standard", si ha in laparoscopia urologica legata alle patologie renali, sia maligne sia benigne, ma anche in altri interventi di chirurgia generale come la correzione del reflusso gastro-esofageo, l'obesità, alcune urgenze addominali, la patologia benigna e maligna del colon-retto.

## Indicazioni alla video-laparo-chirurgia
Le indicazioni alla VLC sono state ampliate negli ultimi anni fino a quasi comprendere ogni forma patologica degli organi addominali, talvolta in maniera alquanto forzosa. Quello che segue è un elenco non esaustivo delle malattie che possono essere trattate con questa nuova tecnica.
Malattie del fegato
- Tumori benigni
- Tumori maligni primitivi di piccole-medie dimensioni
- Tumori secondari
- Cisti epatiche (anche da Echinococco)
- Angiomi

Sono sempre più numerose le patologie del fegato, anche neoplastiche, che vengono curate con interventi chirurgici eseguiti per via laparoscopica. Tale approccio consente di ridurre lo stress chirurgico, soprattutto in pazienti delicati come i cirrotici, e migliorare il recupero post operatorio.
Malattie della colecisti e della vie biliari
- Calcolosi della colecisti
- Colecistite acuta litiasica
- Colecistite alitiasica
- Calcolosi del coledoco

Chirurgia del pancreas
- Pancreatite acuta (escarectomia - drenaggio di ascessi)
- Tumori benigni
- Tumori maligni

Chirurgia delle ghiandole surrenali
- Tumori benigni (adenoma)
- Tumori maligni (feocromocitoma, corticosurrenaloma)

Chirurgia dell'esofago
- Megaesofago (miotomia sec. Heller)
- Tumori del 1/3 inferiore dell'esofago
- Ernia diaframmatica

Chirurgia dello stomaco e del duodeno
- Reflusso gastro-esofageo
- Tumori benigni
- Tumori maligni
- Ipertrofia del piloro

Chirurgia della milza
- Tumori benigni
- Tumori maligni
- Cisti spleniche
- Aneurismi dell'arteria splenica

Chirurgia del tenue
- Tumori benigni
- Tumori maligni
- Sindrome aderenziale con occlusione intestinale
- Angiomatosi del tenue
- Morbo di Crohn

Chirurgia dell'appendice e del colon
- Tumori benigni
- Tumori maligni
- Appendicite
- Mucocele
- Malattia diverticolare del colon

Chirurgia del retto
- Tumori benigni
- Tumori maligni

Chirurgia della parete addominale
- Ernie (inguinale, ventrale laterale, epigastrica)
- Laparocele

Chirurgia dell'apparato urinario
- Tumori benigni (rene, vescica, vescichette seminali, prostata)
- Tumori maligni (rene, vescica, vescichette seminali, prostata)
- Stenosi del giunto pielo-ureterale
- Stenosi ureterale
- Cisti renali
- Calcolosi (renale, ureterale)
- Incontinenza urinaria
- Diverticoli della vescica

È dal 1990 che la laparoscopia è entrata a far parte delle metodiche interventistiche urologiche. Oggi molti interventi urologici possono esser eseguiti per via laparoscopica trans o retro peritoneale o pelvioscopica.
La mininvasività (minore danno tessituale), la riduzione dei tempi di ospedalizzazione, la più veloce ripresa dell'attività lavorative e il miglioramento della strumentazione rendono questa procedura sempre più attuale e futuribile.
Chirurgia dell'apparato riproduttivo femminile
- Tumori benigni (ovaio, utero)
- Gravidanza ectopica
- Cisti ovarica
- Legatura delle tube
- Incontinenza urinaria
- Endometriosi
- Fibromioma uterino

Chirurgia dell'obesità grave (chirurgia bariatrica)
Chirurgia d'urgenza
- Traumi (rottura di fegato, milza, intestino), solo se paziente stabile
- Perforazione dello stomaco o del duodeno per ulcera
- Occlusione intestinale (sindrome aderenziale, volvolo, intussuscessione)
- Pancreatite acuta
- Ingestione di corpi estranei

## Galleria d'immagini

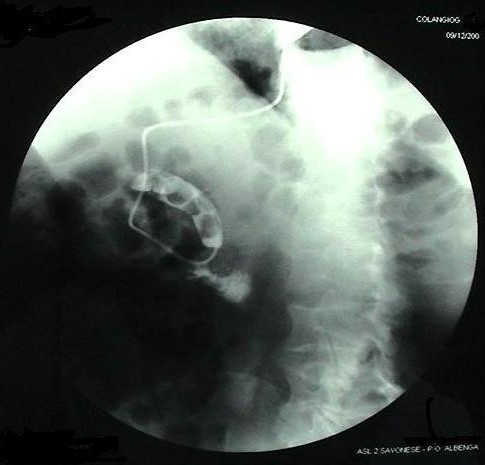
Colangiografia via sondino naso-biliare. Si evidenzia il coledoco contenente numerosi calcoli.
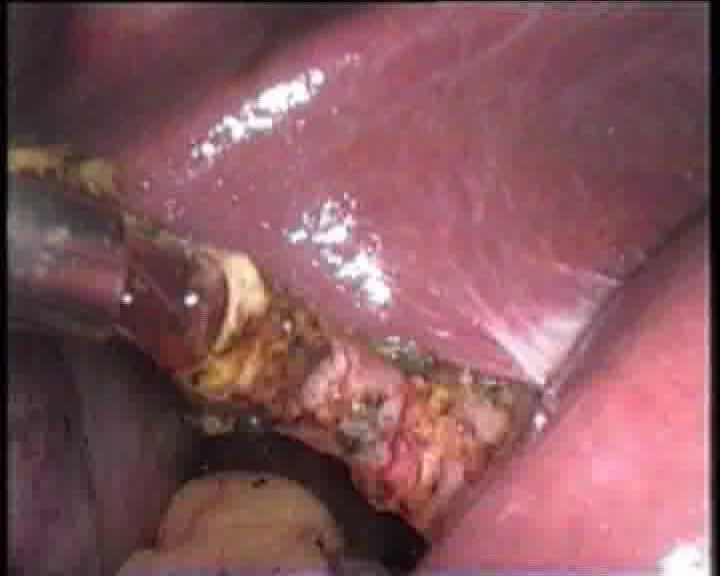
Estrazione di un calcolo del coledoco attraverso il dotto cistico utilizzando un catetere di Dormia in corso di VL-colecistectomia.
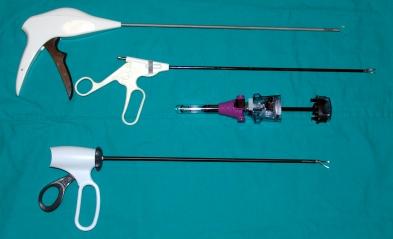
Strumenti utilizzati in VLC. Dall'alto in basso: suturatrice per protesi per laparocele; forbice; trocar; Ultracision (coagula e taglia mediante ultrasuoni).
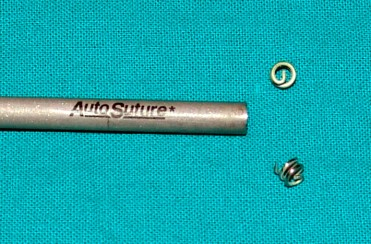
Particolare della suturatrice per protesi. Sono anche visibili due punti a spirale.
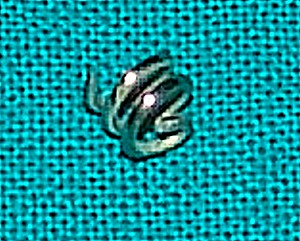
Punto a spirale in dettaglio.
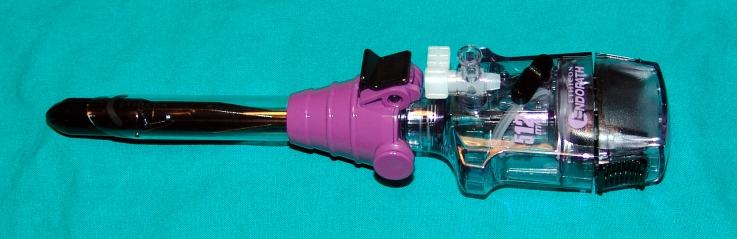
Il trocar viene utilizzato per introdurre gli strumenti operatori.
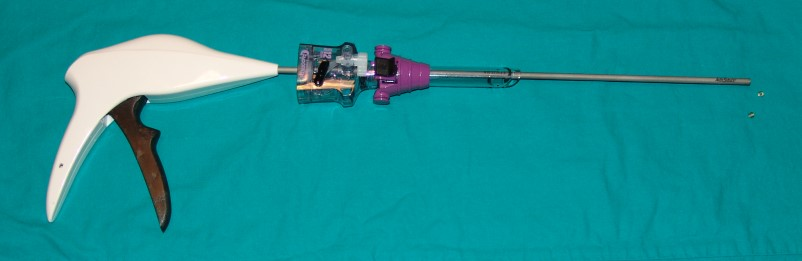
La fotografia mostra la suturatrice inserita nel trocar.
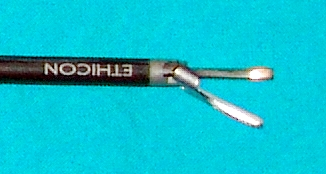
Particolare della punta dell'Ultracision che utilizza gli ultrasuoni per sezionare e coagulare.